# Andrzej Wierciński (filozof)
Andrzej Wierciński (ur. 10 marca 1961 w Białymstoku) – polski ksiądz, filozof, teolog i poeta.

## Życiorys
Uzyskał doktorat z filozofii na Katolickim Uniwersytecie Lubelskim (1990) oraz doktorat z teologii w Ludwig-Maximilians-Uniwersität w Monachium (1996). Profesor nadzwyczajny na Wydziale Pedagogicznym Uniwersytetu Warszawskiego. W latach 2012–2016 profesor Albert-Ludwigs-Uniwersität we Fryburgu Bryzgowijskim (w 2007 habilitował się na tym Uniwersytecie). Zajmuje się również poezją. Jest laureatem Nagrody im. Kazimiery Iłłakowiczówny 1989 za najlepszy debiut poetycki roku za tom Nie wyschnie ta woda.

## Publikacje
poezja:
- Nie wyschnie ta woda (Wydawnictwo Lubelskie, Lublin 1988)
- Kelner w czerni (Wydawnictwo Lubelskie, Lublin 1989)
- Potem będziemy się smucić (Elan & Son, Wadhurst 1989)
- Siedem kleksów (Elan & Son, Wadhurst 1989)
- Nierzystawalność losów. Unvereinbarkeit der Geschicke (Elan & Son, Wadhurst 1990)
- Popadając w zdumienie. Ins Staunen geraten. Becoming amazed (Elan & Son, Wadhurst 1991)
- Poszukiwanie napięć. Looking for tension. Suche nach Spannung (Elan & Son, Wadhurst 1992)
- Pozostają lilie. Die Lillien bleiben. The lillies remain (Elan & Son, Guernsey 1995)
- Kolory wody. Farben des Wassers. Colours of water (Elan & Son, Guernsey 1997)
- Rozmazany horyzont. Wiersze wybrane 1988–2000 (Norbertinum, Lublin 2000)
- Abgetöner Horizont. Ausgwählte Gedichte 1988–2000 (Norbertinum, Lublin 2000)
- Muted horizon. Selected poems 1988–2000 (Norbertinum, Lublin 2000)
- Tunele i mosty. Tunnels and bridges (Norbertinum, Lublin 2000)

Filozofia i inne (wybrane publikacje):
- Sogar Engel brauchen Flügel (Elan, Wadhurst 1989)
- Über die Differenz im Sein. Metaphysische Überlegungen zu Gustaw Siewerths Werk (Peter Lang, Frankfurt am Main 1989)
- Scholastyczne uwarunkowania metafizyki Gustawa Siewertha (Elan & Son, Wadhurst 1990)
- Der Dichter in seinem Dichtersein. Versuch einer philosophisch-theologischen Deutung des Dichterseins am Beispiel con Czesław Miłosz (Peter Lang, Frankfurt am Main 1997)
- Czy kocham cierpienie? (Wydawnictwo Bernardinum, Pelplin 2009)